# Tabakbrauner Borstenscheibling
Der ungenießbare Tabakbraune Borstenscheibling (Hymenochaete tabacina, syn. Pseudochaete tabacina) ist eine Pilzart aus der Familie der Borstenscheiblingsverwandten (Hymenochaetaceae). Er wird auch Tabakbraune Borstenscheibe genannt. Die braunen, schichtpilzartigen, ledrigen Fruchtkörper haben eine gelbbraune Zuwachszone und die Fruchtschicht auf der Unterseite erscheint unter der Lupe borstig behaart. Die Fruchtkörper wachsen ganzjährig auf der Unterseite von Laubbaumästen und erzeugen in ihrem Holz eine Weißfäule.

## Merkmale

### Makroskopische Merkmale
Zunächst entwickeln sich isolierte Initialfruchtkörper. Diese wachsen später zusammen und bilden auf der Unterseite von weitgehend waagerecht verlaufenden Ästen oft mehrere Dezimeter lange Überzüge, die beiderseits von bis zu 1 cm abstehenden Hutkanten gesäumt sind, sodass der Pilz wie ein Schichtpilz aus der Gattung Stereum aussieht. Auf senkrecht stehenden Ästen entwickeln sich dachziegelartige Rasen. Die Oberseite der Hütchen und Kanten ist jung filzig, verkahlt aber im Alter. Sie ist tabakbraun bis rostbraun gefärbt und oft konzentrisch gezont. Typisch ist der jung auffällige, goldgelbe, wellige Rand (Zuwachszone). Das Hymenium befindet sich auf der Unterseite. Es ist matt rostbraun bis graubraun und kann jung auch etwas heller sein. Es ist dicht borstig behaart, wenn man das Hymenium mit einer guten Lupe betrachtet. Bei den Borsten handelt es sich um feine, nadelförmigen Seten, die man oft massenhaft im Hymenium finden kann. Beim Trocknen wird die Unterseite feinrissig und springt felderig auf. Das ebenfalls braune Fleisch ist dünn und lederig. Sie riecht und schmeckt unauffällig, das Sporenpulver ist blass gelblich.

### Mikroskopische Merkmale
Die länglichen bis zylindrischen, glatten und inamyloiden Sporen sind 4,5–7 µm lang und 1,5–2,5 µm breit. Die Seten werden bis etwa  200 µm lang und sind an der Spitze fein gewellt.

## Artabgrenzung
Der Tabakbraune Borstenscheibling könnte leicht mit einem Schichtpilz (Stereum) verwechselt werden. Diese haben aber niemals im Hymenium Seten, die beim Borstenscheibling schon mit einer starken Lupe gut zu erkennen sind. Auch der Braunfilzige Schichtpilz ( Amylostereum areolatum) kann wegen der bräunlichen Farbe des Hymeniums täuschend ähnlich sein. Doch auch hier fehlen die Seten.
Innerhalb seiner Gattung ist der Pilz am ehesten mit der Umberbraunen Borstenscheibe (Hymenochaete rubiginosa) zu verwechseln. Diese bildet aber starre, harte und noch stärker hutbildende Fruchtkörper aus und besiedelt vor allem Eichen. Das ebenfalls braune Hymenium hat einen rostbraunen Rand. Alle anderen in Mitteleuropa vorkommenden Arten der Gattung haben resuspinate Fruchtkörper und bilden niemals Hutkanten aus.

## Ökologie
Die Tabakbraune Borstenscheibe wächst ganzjährig an abgestorbenen Ästen verschiedener Laubholzarten, vor allem an Weiden und Hasel, aber auch an anderen Laubhölzern. Bisweilen findet man den Pilz auch an Nadelholz. Besonders häufig kommt er in Feuchtgebieten wie Moor- und Bruchwäldern, sowie in Weidengebüschen von See- und Flussufern vor, wo er oft Massenvorkommen entwickelt kann. Der Pilz kann im zweiten Jahr am Hutrand weiterwachsen oder auf den alten überwinterten Fruchtkörpern neue bilden.

## Verbreitung

Europäische Länder mit Fundnachweisen des Tabakbraunen Borstenscheiblings.
Legende:
grün = Länder mit Fundmeldungen
cremeweiß = Länder ohne Nachweise
hellgrau = keine Daten
dunkelgrau = außereuropäische Länder.

Der möglicherweise weltweit verbreitete Pilz wurde in Nordamerika (Kanada, Mexiko, USA), Zentralamerika (Panama), Asien (Japan, Südkorea, Mongolei), Australien, Neuseeland und Europa nachgewiesen.
In der Holarktis reicht sein Verbreitungsgebiet von der submeridionalen bis zur borealen Florenzone. Die Borstenscheibe ist in Europa weit verbreitet, fehlt allerdings auf der Irischen Insel und ist in Nordschottland sehr selten. Im übrigen West- und Mitteleuropa ist der Pilz weit verbreitet bis ziemlich häufig. Seine Verbreitung in Süd- und Osteuropa ist noch ungenügend geklärt. Im Norden ist er in ganz Fennoskandinavien und in Estland verbreitet. In Norwegen und Finnland reicht das Verbreitungsgebiet bis an den 70. Breitengrad heran. In Deutschland findet man die Tabakbraune Borstenscheibe von der Küste bis in die Alpentäler hinein, sie ist mäßig und relativ gleichmäßig über Deutschland verbreitet.

## Bedeutung
Die ledrig-zähen Fruchtkörper des Tabakbraunen Borstenscheiblings sind ungenießbar.